# Misaki Matsutomo
Misaki Matsutomo, född den 8 februari 1992, är en japansk badmintonspelare som vann OS-guld i dubbel tillsammans med Ayaka Takahashi vid Olympiska sommarspelen 2016. Det var den första olympiska guldmedaljen som Japan vann i badminton någonsin. Den 20 april 2017 rankades dubbelparet Matsutomo och Takahashi som sjua i världen av Badminton World Federation.